# Історія Тувалу
Тувалу - мікродержава в Океанії у центральній частині Тихого океану, що в основному заселена полінезійцями, але на частині островів є і мікронезійці. Її історія схожа на історію інших країн Океанії.

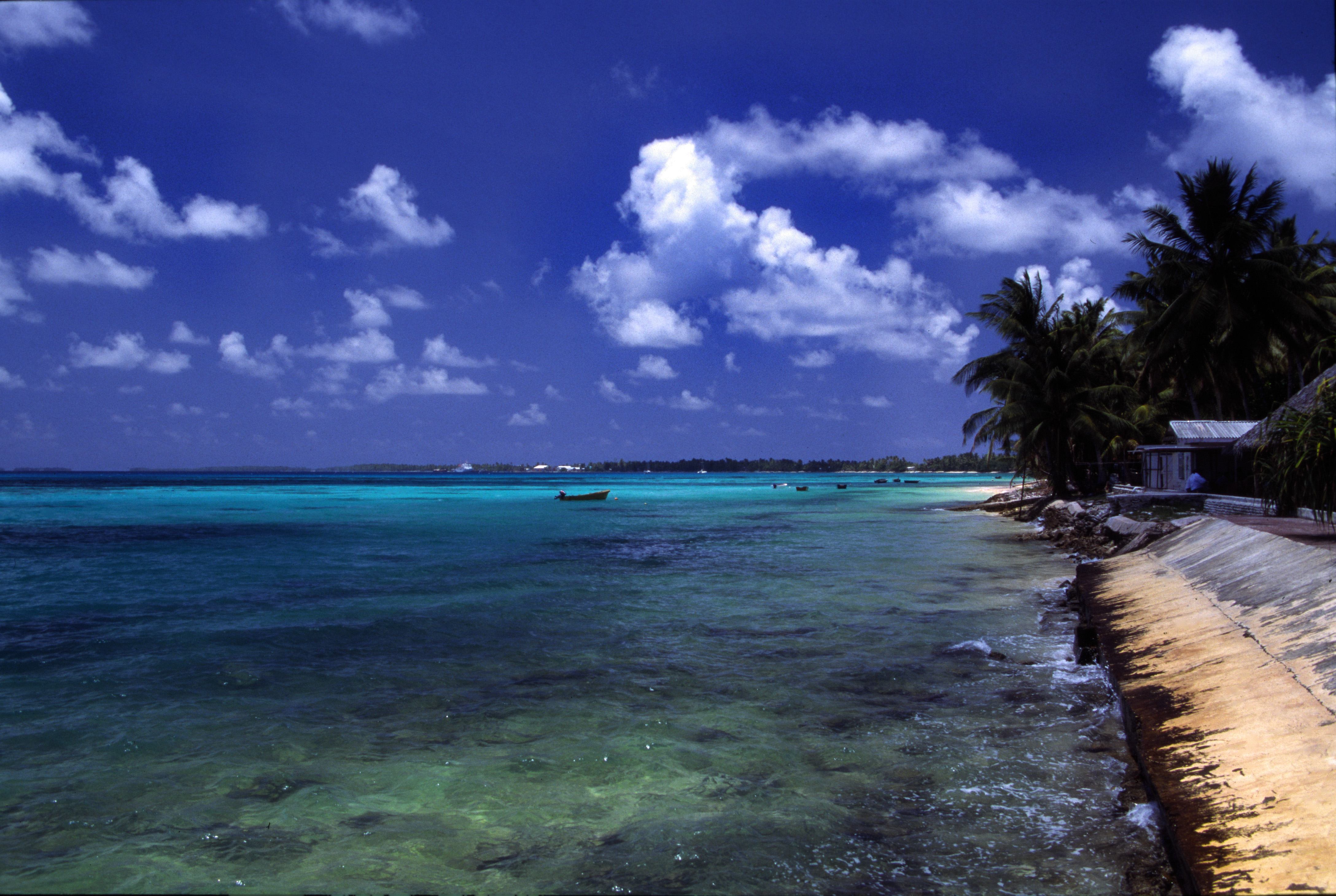
Берег на атолі Фунафуті

## Доколоніальний період
Рання історія Тувалу вивчена погано. Є різні версії щодо перших людських поселень на цих островах. Одні вчені припускають, що перші поселенці з'явились ще до нашої ери, інші вважають, що вони прибули близько 300 - 500 років нашої ери з островів Самоа і Тонга. Однак неспростовно відомо, що велика хвиля полінезійських переселенців прибула на острови Тувалу у 13 - 14 ст. н.е. з Самоа і Тонги. Вони заселили майже всі атоли архіпелагу, за винятком о.Нуї, де оселились вихідці з островів Гілберта (Кірибаті). Першим з європейців, хто побачив острови Тувалу, був іспанець Альваро Менданья де Нейра та члени його експедиції. Вони пропливли поряд з атолом Нуї, який назвали островом Ісуса, але не висаджувалися на нього в січні 1568 р. Другого разу Менданья проплив через архіпелаг Тувалу у 1595 р. Вважається, що першим з європейців, хто висадився на сушу цих островів, був британський мореплавець Джордж Байрон у 1764 р. Потім частину островів у 1781 р. дослідив іспанець Ф.Моурель. У 1819 р. американський капітан Де Пейстер назвав Тувалу островами Елліс на честь британського судновласника Едварда Елліса. Пізніше острови відвідували китобійці, купці та місіонери з різних країн. 1861 р. місіонери почали проповідувати місцевим мешканцям християнство. У 1863 - 1865 рр. плантатори з Перу обманом вивозили місцевих людей як рабів на роботу, через що населення значно скоротилось.

## Колоніальний період
У жовтні 1892 р. капітан британського військового судна Г.Гібсон оголосив про встановлення протекторату Великої Британії над островами Елліс. Одночасно вони були об'єднані з островами Гілберта в одну колонію - Острови Гілберта і Елліс. Тувалу була частиною цієї колонії до 1975 р. Коли в грудні 1941 р острови Гілберта (Кірибаті) захопили японські війська, британська адміністрація перебралася на острови Елліс (Тувалу). У 1942 на Тувалу прибули війська США, котрі створили тут свої військові бази. Вони використовувались для ведення воєнних дій проти Японії в Тихому океані. Острови кілька разів зазнавали ударів японської авіації. Після закінчення війни американські військові залишили острови. 1971 р острови отримали внутрішню автономію від Британії. 1 жовтня 1975 р. за підсумками референдуму 1974 р. острови були відокремлені від колонії Гілберта і Елліс, ставши окремою британською колонією під назвою Тувалу.

## Незалежність
1 жовтня 1978 р. Тувалу була проголошена незалежною державою в межах Британською Співдружності. Головою держави залишився монарх Великої Британії, представлений генерал-губернатором. Виконавча влада була зосереджена в руках прем'єр-міністра. Першим прем'єр-міністром став Тоарипі Лауті (1978 - 1981). У 1980-х роках країна оголосила про створення 200-мильної виключної економічної зони навколо островів, багатої на рибу і морепродукти. 8 вересня 1981 прем'єр-міністром став Томасі Пуапуа (1981 - 1989). У 1986 р. громадяни країни відмовились від пропозиції перейти до республіканської форми правління. Великою проблемою Тувалу є підвищення рівня світового океану. Це загрожує повним затопленням суші Тувалу.